# Уфинье
Уфинье — деревня в Смоленском районе Смоленской области России. Входит в состав Михновского сельского поселения. Население — 39 жителей (2010 год). 
Расположена в западной части области в 20 км к юго-западу от Смоленска, в 3 км южнее автодороги А141 Орёл — Витебск, на берегу реки Уфинья. В 4 км севернее деревни расположена железнодорожная станция Катынь на линии Москва — Минск. 

## История
В годы Великой Отечественной войны деревня была оккупирована гитлеровскими войсками в июле 1941 года, освобождена в сентябре 1943 года. 